# Saint-Paulet
Saint-Paulet ist eine südfranzösische Gemeinde mit 203 Einwohnern (Stand 1. Januar 2022) im Département Aude in der Region Okzitanien.

## Lage
Saint-Paulet befindet sich im Herzen der alten Kulturlandschaft des Lauragais – im Westen grenzt die Gemeinde an das Département Haute-Garonne; die Ostgrenze des Gemeindegebietes wird gebildet von der Rigole de la Plaine, einem der vielen Kanäle, die den Canal du Midi mit Wasser versorgen. Der Ort liegt in einer Höhe von etwa 265 Metern ü. d. M. und etwa 58 Kilometer (Fahrtstrecke) westlich von Carcassonne bzw. etwa 14 Kilometer nordwestlich von Castelnaudary. 

## Bevölkerungsentwicklung
| Jahr      | 1962 | 1968 | 1975 | 1982 | 1990 | 1999 | 2006 | 2016 |
| Einwohner | 200  | 170  | 134  | 144  | 140  | 155  | 183  | 198  |

Im 19. Jahrhundert hatte der Ort stets zwischen 450 und 600 Einwohner. Die Mechanisierung der Landwirtschaft und der damit verbundene Verlust von Arbeitsplätzen führte seitdem zu einem deutlichen Rückgang der Einwohnerzahl.

## Wirtschaft
Die Umgebung des Ortes ist immer noch geprägt von der Landwirtschaft, die sich im ausgehenden Mittelalter und der frühen Neuzeit hauptsächlich auf den Anbau von Färberwaid (pastel) konzentrierte. Der Import von Indigo führte ab dem 18. Jahrhundert zu einem allmählichen wirtschaftlichen Niedergang und die Bauern wandten sich wieder der ‚normalen‘ Landwirtschaft zu, mit der jedoch keine großen Gewinne zu erzielen waren. Im ausgehenden 20. Jahrhundert ist der Tourismus in Form der Vermietung von Ferienwohnungen (gîtes) als Wirtschaftsfaktor hinzugekommen.

## Geschichte
Die Ursprünge des – wie viele Orte im Lauragais – auf einem Hügel bzw. an dessen Hängen gelegenen Ortes reichen wahrscheinlich weit zurück. Über Zerstörungen während der Albigenserkreuzzüge (1209–1229), des Hundertjährigen Krieges (1337–1453) oder der Hugenottenkriege (1562–1598) ist nichts bekannt. In der Französischen Revolution wurde der Ort für einige Jahre in La Réunion umbenannt.

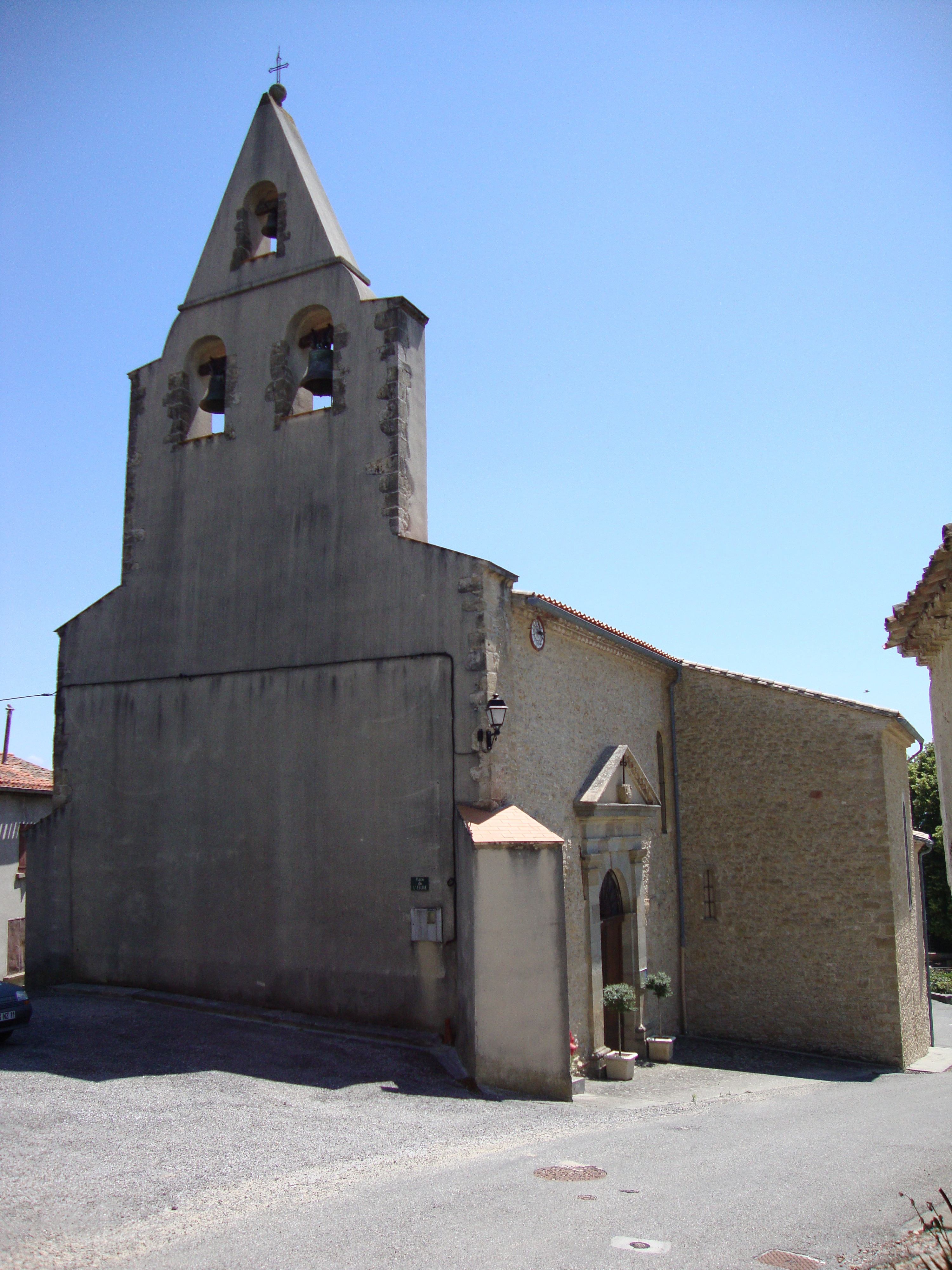
Saint-Paulet – Kirche

## Sehenswürdigkeiten
- Während das ursprünglich aus dem 13. Jahrhundert stammende, später jedoch wiederholt um- bzw. neugebaute Schloss (château) die Hügelkuppe einnimmt, liegt der Ort etwa auf halber Höhe der Erhebung.
- Die kleine Pfarrkirche (Église Saint-Paulet) stammt aus dem 15./16. Jahrhundert. Während die portallose Westfassade von einem dreiteiligen Glockengiebel (clocher-mur) dominiert wird, zeigt die Südseite ein ländliches Renaissanceportal mit einem Giebeldreieck.